# Enicognathus
Genre
Enicognathus est un genre d'oiseaux comprenant deux espèces de conures sud-américaines.

## Liste d'espèces
D'après une classification de référence (version 2.2, 2009) du Congrès ornithologique international (ordre phylogénique) :
- Enicognathus ferrugineus (Statius Muller, 1776) - Conure magellanique
- Enicognathus leptorhynchus (King, 1831) - Conure à long bec